# Jaffar Omran Salman
Jaffar Omran Salman (1 de julho de 1966) é um ex-futebolista iraquiano que atuava como atacante.

## Carreira
Em sua carreira, defendeu apenas 2 clubes: o Al-Naft (onde teve 2 passagens) e Al-Quwa, onde foi campeão nacional e da Taça do Iraque em 1996–97, além de ter vencido uma Supercopa em 1997.
Pela Seleção Iraquiana, Omran atuou entre 1989 e 1993;[carece de fontes?] seu melhor momento pelos Leões da Mesopotâmia foi o gol que tirou o Japão da Copa de 1994, em jogo que ficou conhecido na Terra do Sol Nascente como "Agonia de Doha". O Iraque, porém, não conseguiu a vaga - Arábia Saudita e Coreia do Sul se classificaram, ficando apenas um ponto atrás desta última e empatado em pontos com o Japão (perdendo no número de vitórias).

## Títulos
Al-Quwa
- Campeonato Iraquiano: 1996–97
- Taça do Iraque: 1996–97
- Supercopa do Iraque: 1997